# Légnyomás

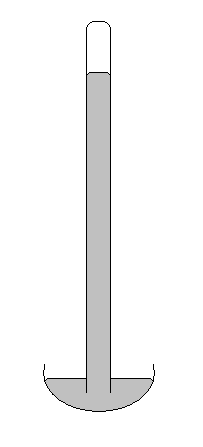
Egy higanyos barométer vázlatos rajza: a függőleges, felső végén zárt csőben lévő higany nem folyik ki az alsó tálba, mert a légnyomás visszatartja.

A légköri nyomás vagy légnyomás valamely adott helyen uralkodó nyomás, amelyet a levegő súlya okoz. Ebben a minőségében azonos a hidrosztatikai nyomás fogalmával, amelyet többnyire csak folyadékok esetén értelmezünk. A Pascal-elv értelmében a nyomásnak irányultsága nincs. Ezért egy kicsiny lokális környezetben bármely irányban azonos nyomást észlelhetünk.
A légnyomást először az olasz Evangelista Torricelli mérte meg. A nyomás SI-mértékegységével a gyakorlatban használatos módon kifejezve a tengerszinti standard (45°-os földrajzi szélességen, 0 °C-on mért) légnyomás 1013,25 hPa (hektopaszkál).
A légtömegekben lévő légnyomás hatással van magára a légtömegre, létrehozva magas és alacsony nyomású területeket.

## A légnyomás és magasság összefüggése

A hozzávetőleges légnyomás a magasság függvényében

Ahogy a tengerszint feletti magasság növekszik, egyre kevesebb levegőmolekula van felettünk. Ebből adódóan a magassággal a légköri nyomás exponenciálisan csökken. Ez magyarázza a magassági betegség jelenségét. A légköri nyomás pontos aktuális értéke számításokkal nem meghatározható, mert egyrészt a légkör nem viselkedik ideális gázként (pl. légköri frontok kialakulása), összetétele a hely (a magasság) tekintetében változó (inhomogén), valamint a levegő gyakran tartalmaz csapadékot és egyéb szennyeződéseket.
A tengerszinthez közeli magasságokban a légnyomás körülbelül 1,2 kPa-lal változik 100 méterenként (nyomás gradiens). Általánosan a következő képlet írható fel a p légköri nyomás nagyságára egy adott h magasságban:
{\displaystyle p=p_{0}\cdot \left(1-{\frac {L\cdot h}{T_{0}}}\right)^{\frac {g\cdot M}{R\cdot L}}\approx p_{0}\cdot \exp \left(-{\frac {g\cdot M\cdot h}{R\cdot T_{0}}}\right)\approx \exp \left({5-{h \over 15500}}\right),}
ahol az állandók értéke:
| Tényező | Leírás                                           | Normális érték      |
| ------- | ------------------------------------------------ | ------------------- |
| p0      | Tengerszinten lévő légköri nyomás                | 101 325 Pa          |
| L       | átlagos légköri hőmérséklet csökkenés (gradiens) | 0,0065 K/m          |
| T0      | tengerszinti átlagos hőmérséklet                 | 288,15 K            |
| g       | földi nehézségi gyorsulás                        | 9,80665 m/s²        |
| M       | Száraz levegő moláris tömege                     | 0,0289644 kg/mol    |
| R       | Egyetemes gázállandó                             | 8,31447 J/(mol × K) |

továbbá az exp(x) kifejezés a 10x függvényt jelöli.
Egy, a tengerszinttől a légkör tetejéig tartó, 1 négyzetcentiméteres alapterületű standard levegőoszlop tömege körülbelül 1,037 kg. A tengerszinten egy 1 m²-es felületre a légnyomásból eredően 101 325 newton erő hat, ami megfelel egy kb. 10 tonnás test súlyának.
31 km magasságban a nyomás körülbelül 10(5−2) Pa = 1000 Pa, vagyis 1%-a a tengerszintnél tapasztaltnak.

## Szabványos légköri nyomás
A légköri nyomás törvényes értéke vagy „az állandó légkör” (1 atm) egyenlő 101,325 kilopascallal (kPa). Értékét nemzetközi szabvány határozza meg (ISO 2533:1975).
Ez megadható még:
- 760 higanymilliméter (mmHg)
- 760 torr
- 1013,25 millibar (mbar)
- 1013,25 hektopascal (hPa)

Ez a „tengerszintre átszámított nyomás”, mint érték, valójában fizikai állandó, konvencionális valódi érték (Nemzetközi Metrológiai Szótár). Funkciója az, hogy a mértékegységek közötti átszámítást félreérthetetlenül mindenhol azonos értékkel végezzék. A valós légköri nyomás a helytől és időtől függő változó érték.

## Átlagos tengerszinti nyomás (MSLP vagy SLP)
Az átlagos tengerszinti nyomás az a nyomás, amelyet úgy kapunk meg, hogy egyszerűen megmérjük a légnyomást a tengerszintnél, vagy egy adott magasságban található mérőállomás nyomását módosítjuk egy arra alkalmas magassági képlettel. A tengeri hajóknak és az alacsonyan fekvő időjárási állomásoknak korrigálniuk kell a barométerrel mért értékeiket, hogy megkapják az átlagos tengerszinti légnyomást.
Ezt az értéket hallhatjuk a rádióban és televízióban vagy olvashatjuk az újságban. Amikor az otthoni barométereket a helyi időjárás mérésére állítjuk be, akkor azok a tengerszintre vetített légnyomást mutatják, nem az aktuális helyi légnyomást.
A tengerszintre vetítés azt jelenti, hogy a légnyomás változásainak mértéke ugyanannyi mindenki számára. A magas, illetve alacsony légnyomás nem függ a domborzati helyzettől. Az azonos légnyomású helyeket az időjárási térképeken az ún. izobár vonalak rajzolják ki .
A légi közlekedésben használt nyomásmagasság (QNH , QFE vagy QNE) egy másik, a tengerszintre vetítő mérés, de az eljárás amivel készül, eltér az előzőektől.
- A QNH értékére beállított magasságmérő a tengerszint feletti magasságot adja meg.
- A QFE értékére beállított magasságmérő pedig a repülőtér talajszintje feletti magasságot mutatja.
- A QNE szerint leolvasott magasságmérő az egyezményes tengerszinti nyomáshoz viszonyított magasságot adja meg.

A tengerszinti légnyomás 1013,25 hPa (mbar) vagy 760 mm higanyoszlop (mmHg) nyomása. A légi közlekedés időjárás-jelentéseiben (METAR) a QNH-t teszik közzé millibarban vagy hektopascalban, kivéve az Egyesült Államokban és Kanadában, ahol higanyhüvelykben adják meg (inHg). Az időjárási kódoknál mindössze 3 számjegyre van szükség. A tizedespontok és az első egy vagy két számjegy elhagyható: 1013,2 mbar-t vagy 101,32 kPa-t 132-vel; 1000,0 mbar-t vagy 100,00 kPa-t 000-val; 998,7 mbar-t vagy 99,87 kPa-t 987-tel jelölik; stb. A legmagasabb tengerszinti légnyomást a Földön Szibériában mérhetjük, ahol a nyomás meghaladhatja az 1032,0 mbar-t. A legalacsonyabb nyomások a hurrikánok középpontjában találhatók.

## Légnyomás-ingadozás
A légnyomás folytonos változása a Földön jelentős szerepet tölt be az időjárás és az éghajlat tanulmányozásában. A legnagyobb légköri nyomást, 108,57 kPa-t (1085,7 mbar vagy 81,43 cm higany) a mongóliai Toszoncengelben rögzítették 2001. december 19-én. A magyarországi rekord 1055,9 hPa (Budapest-belterület (II. ker), 1907. január 24.).
A legalacsonyabb nyomás (nem tornádóban) 1979. október 12-én a Tip hurrikán mért 86,996 kPa (869,96 mbar vagy 652,5 Hgmm). A magyarországi rekord 968,6 hPa (Nagykanizsa, 1976. december 2.).
A légnyomás napi ritmusban változik. Ez a hatás nagyon erős a trópusi zónában és közel nulla a sarkköri területeken. A trópusokon akár 5 mbar is lehet a változás mértéke.

## Légnyomás mérése
Barométer vagy forrásponthőmérő - hipszométer segítségével lehetséges.

## Megjegyzés
1. ↑  A nyomás az elemi kis részecskékre ható erő és a részecske felületének hányadosa. Homogén közegben azonban a részecskék felületének irányultsága meghatározatlan.

## Külső hivatkozások
- Magasságmérés légnyomással
- Magyarország pillanatnyi légnyomástérképe